# Leistungskilometer
Der Leistungskilometer ist ein Maß zur Abschätzung des Energie- und Zeitaufwands auf einer Wanderung oder auf einer Marschroute und ist nicht mit der tatsächlichen Wegdistanz in einem Gelände mit Höhenunterschieden identisch.
| Horizontaldistanz in km | ein Kilometer Horizontaldistanz entspricht einem Leistungskilometer                            |
| Steigung                | pro 100 Meter Höhendifferenz rechnet man zusätzlich einen Leistungskilometer                   |
| starkes Gefälle         | pro 150 Meter Höhendifferenz über 20 % Gefälle rechnet man zusätzlich einen Leistungskilometer |

Die Leistungskilometer für ein Streckenprofil ergeben sich aus der Summe der Horizontaldistanz und der Werte, die sich aus den Steigungen und den starken Gefällen errechnen.
Je nach Trainingsstand und Gepäcklast rechnet man mit 10 bis 15 Minuten pro Leistungskilometer, was einer Gehgeschwindigkeit in der Ebene von 6 bis 4 km/h entspricht.

## Beispiel zur Berechnung
Für eine Passüberquerung soll die benötigte Zeit abgeschätzt werden: Die Horizontaldistanz beträgt 15 Kilometer, wobei 10 auf den Aufstieg und 5 auf den Abstieg entfallen. Der Aufstieg überwindet 900 Höhenmeter, der Abstieg 1100 Meter Höhendifferenz. Das durchschnittliche Gefälle beim Abstieg beträgt 1100/5000 = 22 % und gilt daher als starkes Gefälle im Sinne der Berechnungsmethode.
Für das Streckenprofil ergeben sich nach der Berechnungsvorschrift daher 15 + 900/100 + 1100/150 = 31,3 Leistungskilometer.
Die reine Marschzeit des Wanderers beträgt dann 5 Stunden und 13 Minuten, wenn man von 10 Minuten Zeitaufwand pro Leistungskilometer ausgeht.